# Habib Al-Fardan
Habib Al-Fardan (arab. حبيب فردان عبد الله الفردان; ur. 11 listopada 1990 w Dubaju) – emiracki piłkarz grający na pozycji pomocnika w emirackim Ittihad Kalba. Uczestnik Letnich Igrzysk Olimpijskich 2012 w Londynie.

## Życiorys
Seniorską karierę Al-Fardan rozpoczął w Al-Wasl. W 2008 roku odszedł do Al-Nasr, a sześć lat później do Al-Ahli. W 2012 roku wraz z reprezentacją do lat 23 wystąpił na igrzyskach w Londynie, gdzie reprezentacja zajęła ostatnie miejsce w grupie A. 6 września 2012 zadebiutował w reprezentacji kraju w oficjalnym meczu – w przegranym 0:1 spotkaniu z Japonią. W 2015 roku został powołany na Puchar Azji, w którym Zjednoczone Emiraty Arabskie zajęły 3. miejsce.